# Joop Keller
Johannes Marinus (Joop) Keller (Amsterdam, 20 mei 1917 – aldaar, 17 juni 2000) was een Nederlands voetballer.

## Biografie
Joop Keller was de zoon van Hermanus Johannes Keller en Maria Alida Dekker. Hij trouwde op 10 september 1941 met Petronella Cornelia van Aalstede en had twee dochters.
Hij speelde van 1942 tot 1944 bij AFC Ajax als middenvelder. Van zijn debuut in het kampioenschap op 1 november 1942 tegen RFC tot zijn laatste wedstrijd op 31 oktober 1943 tegen 't Gooi speelde Keller in totaal 4 wedstrijden in het eerste elftal van Ajax.

## Statistieken
| Club  | Seizoen | Competitie | Competitie | Beker | Beker | Totaal | Totaal |
| Club  | Seizoen | Wed.       | Dlp.       | Wed.  | Dlp.  | Wed.   | Dlp.   |
| ----- | ------- | ---------- | ---------- | ----- | ----- | ------ | ------ |
| Ajax  | 1942/43 | 1          | 0          | ?     | ?     | 1      | 0      |
| Ajax  | 1943/44 | 3          | 0          | ?     | ?     | 3      | 0      |
| Total | Total   | 4          | 0          | ?     | ?     | 4      | 0      |